# 解乳化
解乳化（かいにゅうか、demulsification）とは、エマルションとして安定化している系を、積極的に破壊して、相分離系へ移行させるプロセスのこと。
具体的には、原油中に分散している水の分離や、下水中に分散している廃油の分離が挙げられる。

## 解乳化の方法
解乳化させるには、エマルションを安定化させている因子を取り除く事が必要である。
界面活性剤が添加されている系の場合は、温度を変化させると界面活性剤の性質が変化する為、解乳化させることが出来る。又、エマルションの液滴は、一般に電荷を帯びているので、塩を添加することで分散性、凝集性を変え、解乳化させることが出来る。
他にも、遠心力や剪断力の付与、電圧印加、酸や塩基の添加や、解乳化剤（en:Demulsifier）の添加など、様々な方法が考案されている。